# Левицький Мирослав Йосипович
Мирослав Йосипович Левицький (нар. 26 липня 1957, с. Видміни, нині Вармінсько-Мазурське воєводство, Польща) — український журналіст, громадський діяч, учасник правозахисного руху. Член Національної спілки письменників України (з 2012 року) та Національної спілки журналістів України (з 2012 року).

## Біографія
Народився у селі Видміни на території сучасного Вармінсько-Мазурського воєводства (Польща). Закінчив Львівський політехнічний інститут у 1983 році.
У студентські роки займався розповсюдженням в Україні україномовних видань, що виходили у Польщі: газети «Наше слово», її додатку «Наша культура» та альманаху «Український календар» (усі — Варшава).
З 1983 року працював у редакції газети «Наше слово». У 1988 році вступив до Української Гельсінської спілки. Брав участь у розповсюдженні українського самвидаву, намагався створити закордонний осередок Української Гельсінської спілки в Польщі, проте цьому завадили польські спецслужби.
У 1990 році став співробітником українського християнського радіо «Воскресіння» (Брюссель), у 1991 — пресслужби Львівської обласної організації Української республіканської партії. З 1992 року — власний кореспондент газети «Наше слово» в Україні. У 2009–2013 роках працював у інформаційно-аналітичному відділі Центрального апарату Народного Руху України.
З 2013 року — на творчій роботі.

## Творчість
Разом із дружиною Галиною Левицькою видав повість-хроніку «Подвижник» (2007) про рід Старухів. У співавторстві з Романом Сушком підготував брошуру «Хроніка нищення української мови. Факти і коментарі» (6-те вид. — 2014). Також уклав збірку документів «Окупанти без маски» (2010, 2011).